# Olivier Boumal
Olivier Boumal (sinh ngày 17 tháng 9 năm 1989) là một cầu thủ bóng đá người Cameroon.

## Đội tuyển bóng đá quốc gia Cameroon
Olivier Boumal thi đấu cho đội tuyển bóng đá quốc gia Cameroon từ năm 2017.

## Thống kê sự nghiệp
| Đội tuyển bóng đá Cameroon | Đội tuyển bóng đá Cameroon | Đội tuyển bóng đá Cameroon |
| Năm                        | Trận                       | Bàn                        |
| -------------------------- | -------------------------- | -------------------------- |
| 2017                       | 2                          | 0                          |
| 2019                       | 4                          | 0                          |
| Tổng cộng                  | 6                          | 0                          |